# Господин Савршени
Господин Савршени је хрватска ријалити-телевизијска емисија настала по истоименој франшизи коју је створио Мајк Флајс. Емисија прати слободног нежењу који бира своју будућу вереницу међу групом кандидаткиња.
ЕмисијуRTL емитује RTL од 19. новембра 2018. Од 2025. године приказивање је преузео стриминг-сервис Voyo, након чега се епизоде емитују на телевизији.

## Епизоде
| Сезона | Сезона | Епизоде | Епизоде | Оригинално емитовање | Оригинално емитовање | Оригинално емитовање |
| Сезона | Сезона | Епизоде | Епизоде | Премијера            | Финале               | Мрежа                |
| ------ | ------ | ------- | ------- | -------------------- | -------------------- | -------------------- |
|        | 1.     | 20      | 20      | 19. новембар 2018.   | 20. децембар 2018.   |                      |
|        | 2.     | 24      | 24      | 9. септембар 2019.   | 17. октобар 2019.    |                      |
|        | 3.     | 30      | 30      | 21. март 2022.       | 6. мај 2022.         |                      |
|        | 4.     | 32      | 32      | 27. јануар 2025.     | 20. март 2025.       | Voyo                 |